# Interior Night
Interior Night, stylisé INTERIOR/NIGHT, est une société britannique de développement de jeux vidéo indépendante basé à Londres. Le studio se concentre sur la narration interactive et a été fondée par la directrice de la création Caroline Marchal en novembre 2017. Ils développent actuellement un jeu, intitulé As Dusk Falls, qui a été annoncé en juillet 2020 pour Xbox Series X/S, Xbox One et Windows 10.

## Histoire
La société a été fondée par la directrice de la création Caroline Marchal le 8 novembre 2017, qui travaillait auparavant en tant que conceptrice de jeu principale sur Heavy Rain et Beyond: Two Souls de Quantic Dream, afin de produire "des jeux et des expériences narratifs riches" pour "les gens qui aiment les spectacles" comme Breaking Bad ou Fargo mais qui ne joue pas forcément au jeu vidéo",,, Marchal a déclaré à PCGamesN que le studio "vise le public de la télévision - les gens qui regardent Netflix ou HBO. Nous espérons apporter cette qualité au jeu, avec des personnages complexes et un gameplay accessible mais profond."
Un mois plus tard, la société embauche trois cadres supérieurs : Ronald De Feijter en tant que directeur technique, Steve Kniebihly en tant que directeur cinématographique et Charu Desodt en tant que directeur de production. Le studio signe un contrat d'édition le 29 janvier 2018 avec Sega pour un jeu interactif sans titre ; l'accord est annulé en juillet 2019, mais le développement du jeu se poursuit,.
L'entreprise comptait 20 employés en juillet 2018.
Leur premier jeu As Dusk Falls a été annoncé à l'Xbox Games Showcase le 23 juillet 2020. Le jeu est une histoire multigénérationnelle sur "deux familles dont les trajectoires se heurtent dans le désert de l'Arizona en 1999". Il sortira sur Xbox Series X/S, Xbox One et Microsoft Windows. Le nombre d'employés était de 40 en juillet 2020,.

## Jeux développés
| Titre         | Date de sortie | Plateforme                                                             |
| ------------- | -------------- | ---------------------------------------------------------------------- |
| As Dusk Falls | 2022           | Microsoft Windows, Xbox Series, Xbox One, PlayStation 4, PlayStation 5 |